# Observatório Cívico
Observatório Cívico (portugiesisch für Bürgerüberwachung im Sinne von Überwachung durch die Bürger, chinesisch 公民監察) ist eine politische Partei in der Sonderverwaltungszone Macau innerhalb der Volksrepublik China, welche seit der Parlamentswahl 2017 mit einem Sitz in der Gesetzgebenden Versammlung von Macau vertreten ist.

## Geschichte
Im Jahr 2008 wurde mit der Energia Cívica de Macau (portugiesisch für Bürgerenergie von Macau, chinesisch 澳門公民力量) für eine zivilgesellschaftliche Gruppe gegründet, welche regelmäßig Debatten zu politischen, sozialen und wirtschaftlichen Themen veranstaltet. Darüber hinaus wird einmal im Monat ein Runder Tisch organisiert, bei dem die Bürger gleichberechtigt über Themen diskutieren können. Das Ziel ist, Bürgerbeteiligung voranzubringen und die Zivilgesellschaft aufzubauen. Bei der Parlamentswahl 2009 kandidierte die Organisation über die Wahlliste Observatório Cívico erstmals für die Gesetzgebende Versammlung, verpasst aber sowohl bei der Parlamentswahl 2009 als auch bei der Parlamentswahl 2013 den Einzug. Bei der Parlamentswahl 2017 erreichte die Wahlliste dann 9.590 Stimmen, was einem Anteil von 5,56 % entspricht, und konnte damit einen Sitz in der Gesetzgebenden Versammlung erringen.
Am 10. Mai 2018 eröffnete Agnes Lam ein Bürgerbüro, in dem sich Bürger mit Anregungen an die Abgeordnete wenden können.

## Ausrichtung
Observatório Cívico positioniert sich mit ihrem Einsatz zur Stärkung der Zivilgesellschaft und der Forderung nach allgemeinem Wahlrecht bei der Wahl des Regierungschef Macaus als liberal und demokratisch. Bei der Parlamentswahl 2017 bekam die Wahlliste unter Agnes Lam neben der Energia Cívica de Macau allerdings auch Unterstützung von der Associacao de Nova Juventude Chinesa de Macau (portugiesisch für Neuer chinesischer Jugendverband von Macau, chinesisch 澳門中華新青年協會), welcher dem Pro-Peking-Lager nahesteht. Nach der Wahl sagte Agnes Lam selbst, dass sie sich keinem politischen Lager zuordnen möchte. Je nach Thema möchte sie sowohl mit dem Pro-Peking-Lager als auch mit dem Pro-Demokratie-Lager zusammenarbeiten. Die Forderung nach allgemeinem Wahlrecht bei der Wahl des Regierungschefs Macaus ist zwar ein Urforderung des Pro-Demokratie-Lagers, sie möchte jedoch nicht als Regierungsfeind bezeichnet werden, sondern professionell und stets sachlich nach Lösungen unabhängig von Ideologie und Lager suchen. Die Medien haben Observatório Cívico nach der Parlamentswahl 2017 teils zum Pro-Demokratie-Lager und teils zum Pro-Peking-Lager gezählt. Entsprechend den eigenen Aussagen von Agnes Lam hat sich mittlerweile die Bezeichnung als zentristische Partei zwischen beiden Lagern durchgesetzt.